# Matthew Jacobs
Pour les articles homonymes, voir Jacobs.
Matthew Jacobs, né le 1er juillet 1956 à Londres, est un écrivain, réalisateur et acteur anglais. Il est principalement connu pour ses scénarios pour la télévision et le cinéma américain depuis les années 1960. 

## Biographie
Matthew Jacobs débute par un travail d'acteur dans les années 1960 à la télévision anglaise, puis devient réalisateur et scénariste à la BBC dans les années 1980. Il réalise deux téléfilms d'envergure pour la chaîne Hallelujah Anyhow en 1992 et pour Mothertime en 1998. 
Dans les années 1990, il part s'installer aux USA et devient scénariste pour différentes séries dont Les Aventures du jeune Indiana Jones (1992 et 1993) et écrira quelques épisodes de la série destiné au marché de la vidéo. En 1995, il est engagé par le producteur Philip David Segal afin de rédiger le scénario de Le Seigneur du Temps un téléfilm destiné à relancer la série Doctor Who. À l'époque, le projet vivait un enfer de développement et deux scénaristes avant lui avaient été virés. Finalement, le script de Jacobs sera retenu, mais l'épisode sera considéré comme un échec par la Fox qui ne donnera pas de suite au projet.  
Jacobs écrit aussi pour le cinéma les scénarios de Paperhouse (1988), Lassie : Des amis pour la vie (1995) ainsi qu'une des toutes premières versions de Kuzco, l'empereur mégalo (2000). Pour LucasArts il écrit aussi des scénarios pour les jeux vidéo Outlaws (1997) et Star Wars: Starfighter (2001).  
Vers le milieu des années 2000, Matthew Jacobs reprend la carrière d'acteur, notamment pour des courts-métrages. En 2012, il joue dans le téléfilm Boxing Day au côté de Danny Huston.
Dans le film Vice (2018) d'Adam McKay, il joue le rôle d'Antonin Scalia. En 2022, avec Vanessa Yuille, il produit et réalise Docteur qui suis-je.

## Vie personnelle
Son père était un acteur anglais, Anthony Jacobs connu pour avoir joué dans des séries anglaises. Bien que celui-ci fut de confession juive, Matthew Jacobs se dit athée.